# Cervatto
Cervatto (piemontesisch Cervat) ist eine Gemeinde in der italienischen Provinz Vercelli (VC), Region Piemont.

## Lage und Einwohner
Cervatto liegt rund 90 km nördlich von Vercelli und hat 47 Einwohner (Stand 31. Dezember 2023). Die Nachbargemeinden sind Cravagliana, Fobello und Rossa.
Das Gemeindegebiet umfasst eine Fläche von 9 km².

### Bevölkerungsentwicklung

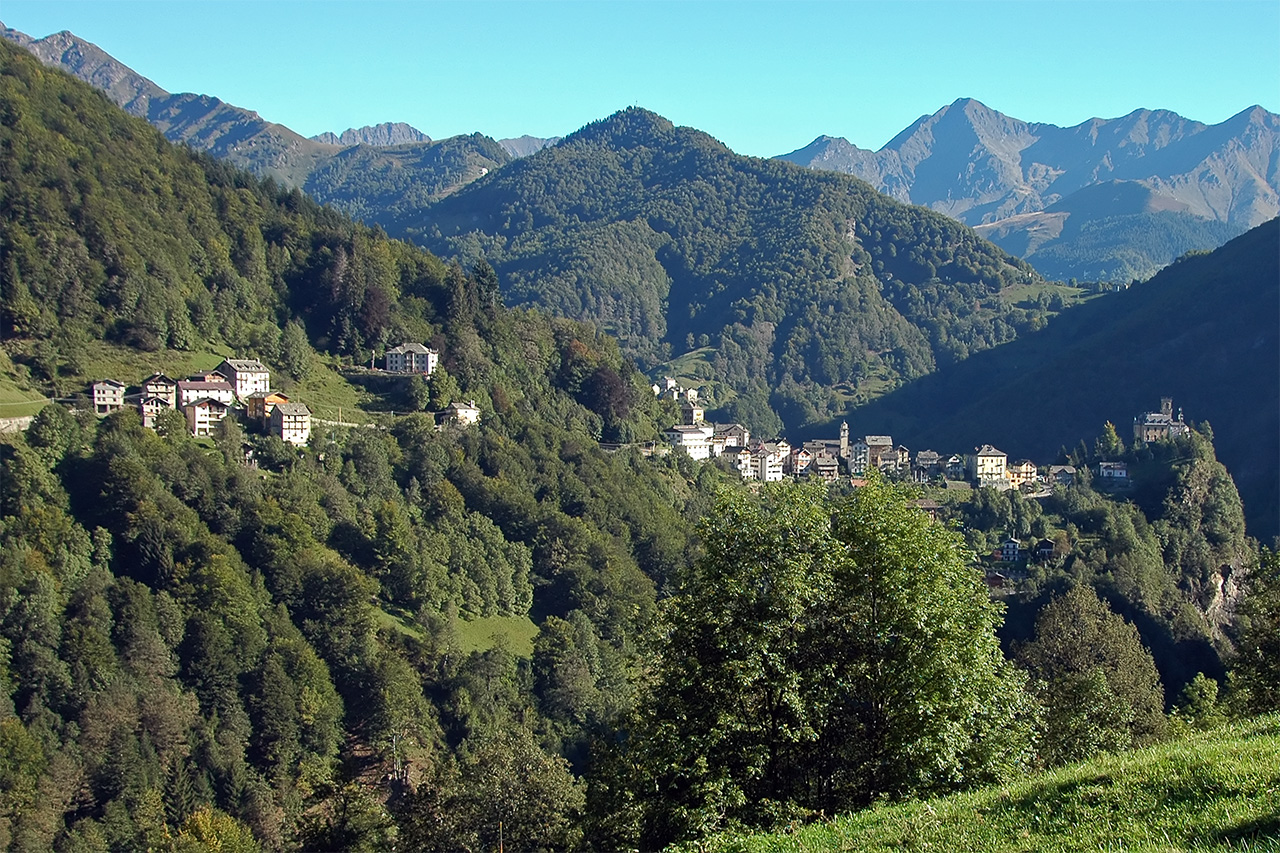

## Geschichte
Cervatto gehörte lange Zeit zu Fobello. 1738 wurde es eine eigene Pfarrei, 1845 eine eigene Gemeinde.
Einst war das Dorf ein beliebter Sommeraufenthaltsort des piemontesischen und lombardischen Bürgertums. Aus dieser Zeit stammen mehrere Villen im Stil der Belle Epoque: das Castello der Familie Montaldo, La Cervattino der Familie Borsalino, die Villa der Familie Dell’Acqua und die Villa Enea der Familie Koelliker. Eine Gedenktafel erinnert an die Textilunternehmer Enea und Febo Banfi. Der Textilunternehmer Pietro Bayla schließlich spendete einen wesentlichen Beitrag zum Bau der Talstraße.